# 철성초등학교
철성초등학교는 대한민국 경상남도 고성군에 있는 공립 초등학교이다.

## 학교 연혁
- 1944년 7월 26일: 고주 제2공립국민학교 설립 인가
- 1944년 8월 21일: 개교
- 1947년 4월 1일: 철성국민학교 변경

## 참고 자료
- 철성초등학교 - 한국교육학술정보원 학교알리미